# Bactrocera biguttula
Bactrocera biguttula är en tvåvingeart som först beskrevs av Mario Bezzi 1922.  Bactrocera biguttula ingår i släktet Bactrocera och familjen borrflugor. Inga underarter finns listade.